# François-Thomas Germain
Pour les articles homonymes, voir Germain.
François-Thomas Germain, né à Paris le 18 avril 1726 et mort dans cette même ville le 23 janvier 1791, est un orfèvre français spécialisé dans le travail de l’argent.
Si François-Thomas Germain est presque aussi célèbre que son père, Thomas Germain, l’artiste « à la main divine », il doit sa notoriété autant à ses œuvres qu’à la plus formidable des faillites qui étonnèrent le XVIIIe siècle.

## Biographie
La fortune avait cependant paru lui sourire à son entrée dans la vie. Fils de l’orfèvre ordinaire du roi, François-Thomas fut baptisé le 18 avril 1726 et, dès son enfance, il put voir les grands travaux qui s’exécutaient dans l’atelier du Louvre. Voulant, avant de lui mettre les outils à la main,  que le jeune François-Thomas apprenne à dessiner, son père l’envoya à l’Académie royale de peinture : un document administratif publié par les Archives de l’Art français (I. 256), révèle que le résultat ne fut pas à la hauteur de cette louable intention. Le jeune Germain ne fut pas un très brillant écolier : il n’aurait pas « gagné une seule petite médaille pendant plusieurs années qu’il a suivi les leçons de l’Académie. »
Ces débuts assez médiocres ne paraissent pas avoir nui à l’avenir de François-Thomas Germain, qui fut désigné comme sculpteur orfèvre du roi dans le brevet du 1er mars 1748 qui lui attribue un logement au Louvre. Quelques mois après, la mort de son père le mit en possession d’un capital que son ambition considérait comme mesquin mais également d’un trésor dont il ne pouvait méconnaître la grande valeur, à savoir la collection des dessins et des modèles de Thomas Germain.
Pendant toute sa vie, François-Thomas utilisa le fonds inépuisable de modèles que lui avait laissé son père, ce qui explique pourquoi on rencontre de lui des œuvres qui, exécutées à la fin du règne de Jeanne de Pompadour, sont encore dans le style de 1730. François-Thomas adopta aussi dans son poinçon le "différent" de son père, la toison qu’on voit figurer sur entre ses initiales F. T. G.
François-Thomas s’occupa d’abord de terminer les pièces que son père Thomas, avait laissées inachevées. Le duc de Luynes rapporte dans ses Mémoires qu’au mois d’octobre 1751, Germain fit voir au roi à Fontainebleau un calice d’or qu’il venait « de finir pour l’électeur de Cologne. Il avait été commencé par feu son père. C’est un ouvrage fort cher, qui fait honneur à l’un et à l’autre. »
François-Thomas Germain sembla d’abord vouloir rester digne du grand nom qu’il portait. À la même époque, associé à Jacques Roettiers, il fut reçu, en qualité d’orfèvre ordinaire du roi, le 3 mars 1751, la mission de fondre un certain nombre de pièces d’argenterie et de vaisselle hors d’usage, parmi lesquelles des groupes et des statuettes, véritables œuvres d’art. En se débarrassant de ce legs du passé, Louis XV suivait l’exemple que lui avaient donné ses prédécesseurs en mettant sa maison à la mode.
Le premier travail important de François-Thomas Germain parait être le service de table qu’il exécuta en 1752 pour le nabab de Golconde. En même temps, le roi Joseph Ier de Portugal, se souvenant de l’admiration que son père le roi Jean V avait professée pour le vieux Thomas Germain, commanda à son fils de grands travaux, en particulier la reconstitution de la vaisselle royale élaborée par son père, détruite lors du tremblement de terre de 1755. Il livra ainsi environ mille deux cents pièces réparties essentiellement dans trois services de table complets. Le duc de Luynes, toujours bien informé des menus événements de la cour, a raconté que le 17 mai 1752, François-Thomas Germain montra au roi et à la reine un coquemar et une cuvette d’argent qu’il venait de faire pour l’apothicairerie du roi de Portugal ; il ajoute que le coquemar était décoré d’une figure d’Esculape : un coq et une cigogne ornaient les bords du bassin. La majorité des pièces se trouve aujourd'hui au Museu Nacional de Arte Antiga de Lisbonne, le musée du Louvre conservant notamment un couvre-plat (inventaire OA 10923) et une paire de flambeaux (inventaires OA 10961 et 10962).
Un travail de François-Thomas Germain est resté. En 1884, une paire de flambeaux, à la fois élégants et sérieux, portant avec sa marque le sigle correspondant à 1758 fut mise en vente. Le haut du panache est orné d’ondes et de guirlandes avec, au pied, de belles agrafes. Ces deux pièces, la fonte et la ciselure sont incontestablement dues à François-Thomas et à ses collaborateurs, mais l’incertitude est de mise en ce qui concerne la composition. Dans un mémoire justificatif qu’il a laissé et dont les Archives de l’Art français ont publié un fragment, l’artiste, défendant sa cause, assure qu’il est constamment à la tête de son atelier et que rien ne s’exécute chez lui que d’après ses dessins. Néanmoins, il s’est beaucoup servi des modèles qu’il avait trouvés dans la succession de son père et, lorsque vers la fin du règne de la Pompadour, le goût commença à changer, François-Thomas, désireux de suivre le courant nouveau, demanda des types à des artistes de la jeune école. Au Salon de 1761, Falconet exposa deux groupes de femmes en plâtre, selon le catalogue, des « chandeliers pour être exécutés en argent. » Diderot, moins discret, écrit dans ses Salons que ces modèles étaient destinés à François-Thomas Germain.
Germain, protégé par la grande renommée de son père dont il paraissait être le continuateur, faisait toutefois des affaires avec toute l’Europe. Il avait organisé ses ateliers comme une vaste usine, et dépensant follement l’argent qu’il gagnait, il inquiétait ses amis par le luxe de sa maison. On lui reprochait d’avoir, dans Paris, des amours coûteuses. De là, une situation financière fort empêchée. Un jour vint où François-Thomas s’aperçut qu’il devait près de 2 400 000 livres. Il ne put tenir les engagements qu’il avait souscrits et, en 1765, il était en faillite. Pour un artiste attaché au service du roi, la difficulté était grave. Le directeur des Bâtiments s’en émut : le 14 août, Germain fut dépossédé du logement qu’il occupait au Louvre, et ce logement, qui avait été celui de son père et de son grand-père, fut concédé le 8 septembre au joaillier Jacqmin, l’ami de Boucher. Germain perdit en même temps, comme le prouve le bas du contrat passé pour l’exécution de la toilette de la princesse des Asturies, le titre envié d’orfèvre ordinaire du roi, pour rentrer dans la foule : l’artiste disqualifié ne fut plus, dès lors, qu’un « marchand orphèvre. »
Dès ce jour, un certain silence se fit autour du nom de François-Thomas Germain : il a pu travailler encore, mais pour une clientèle médiocre et sans intéresser les journalistes. Après la mort de Louis XV, l’orfèvre déchu rompit le silence. Profitant d’un changement de règne et s’imaginant que tout était oublié, Germain, qui demeurait alors chez son confrère Dapcher, rue de la Vannerie, demanda, en 1776, à être réintégré dans son logement du Louvre. Le ministre lui fit répondre que la maison du roi ne pouvait être « l’asile d’un banqueroutier », et l’on ne parla plus de François-Thomas Germain, qui mourut dans l’obscurité.
On peut voir le portrait du père de François-Thomas Germain, Thomas Germain, au musée Calouste-Gulbenkian à Lisbonne.

## Dans la culture populaire
Dans le jeu vidéo Assassin's Creed Unity (2014), il est l'un des antagonistes principaux et le chef de l'ordre parisien des Templiers, vouant une admiration totale à Jacques de Molay.